# Секі Тошіхіко
Секі Тошіхіко (яп. 関 俊彦) — японський відомий сейю.

## Біографія
Працює в озвученні таких жанрів, як: бойовик, Аніме, мультфільм. Усього озвучила більш ніж 121 стрічки, з 1985-го по 2014-й рік.

## Вибрана фільмографія

### Фільми
- Манускрипт ніндзя
- Я зможу почути шум океану
- Небесний замок Лапута
- D: Жага крові
- Наруто 9: Шлях ніндзя

### Серіали
- Коли плачуть цикади 2
- Детектив-медіум Якумо
- Коли плачуть цикади
- Агент параної
- Нащадки пітьми
- Сталевий алхімік